# Mauvais sang (pel·lícula)
Mala sang (títol original: Mauvais Sang; pronunciació francesa: [movɛ sɑ̃]: //), també traduïda La nit és jove, és la segona pel·lícula de Leos Carax. Va ser estrenada l'any 1986 al 37è Festival de Cinema de Berlí. Posteriorment va ser nominada a tres Premis César i va guanyar el Premi Louis Delluc. El títol fa referència al poema homònim d'Arthur Rimbaud, inclos en el seu llibre Una temporada en l'infern. La pel·lícula va ser vista per 504.803 persones als cinemes de França.

## Resum del film
Ens trobem en un futur proper a la ciutat de París. En Marc i en Hans són dos lladres que són amenaçats per una dona amb el sobrenom de "l'americana", ja que tenen un gran deute i només els deixa dues setmanes per pagar-lo. Per aquest motiu, es plantegen idear un robatori d'una vacuna contra una nova malaltia anomenada STBO. La vacuna es troba a un laboratori i és la única solució per posar-li fre al virus, que afecta a aquelles parelles que fan l'amor sense estimar-se. Després de la mort de Jean, qui era el tercer participant encarregat de ser l'element central del cop, Hans i Marc apel·len al talent d'Alex, el seu fill.
L'Alex (sobrenom Langue pendue) és un jove ambiciós i rebel que necessita un canvi d'aires. Per tant, decideix deixar a la seva nòvia Lise i accepta formar part de l'equip. De camí al lloc on formularan l'estratègia, veu una noia per qui sent una forta atracció. Posteriorment, sabrà que es tracta de l'amant de Marc i s'enamorarà perdudament d'ella. La seva relació representarà un amor impossible.
Finalment, el robatori de la vacuna contra el virus va malament, ja que Alex ha estat traït per un vell amic que el delata i és atrapat a l'acte. Tot i això, aconsegueix escapar i retorna amb en Marc i en Hans. L'Alex aconsegueix, durant un temps, ocultar la seva lesió, ja que ha estat disparat per tal que els seus companys, que no ho saben, el portin a l'aeròdrom des d'on podrà fugir a Suïssa i rebre la seva recompensa. Tot i això, se n'acabaran adonant i l'Alex, ferit, acabarà morint dessagnat.

## Repartiment
| Actor/Actriu     | Personatge     |
| ---------------- | -------------- |
| Michel Piccoli   | Marc           |
| Juliette Binoche | Anna           |
| Denis Lavant     | Alex           |
| Hans Meyer       | Hans           |
| Julie Delpy      | Lise           |
| Carroll Brooks   | dona americana |
| Hugo Pratt       | Boris          |
| Mireille Perrier | jove mare      |
| Serge Reggiani   | Charlie        |
| Jérôme Zucca     | Thomas         |

## Premis i nominacions
Festival de Cinema de Berlín 1987
- Nominada a l'Ós de Plata
- Guanyadora d'Alfred Bauer Premio
- Guanyadora del premi C. I. C. A. I.

César Premis 1987
- Nominada a Millor Actriu Juliette Binoche
- Més Prometedora Actriu Julie Delpy
- Nominada a la Millor Cinematografia - Jean-Yves Escoffier

Premi Louis Delluc, 1986
- Millor Pel·lícula